# امیرشاه حسنیار
سید امیرشاه حسنیار (زاده ۱۳۲۱ ولایت بامیان) دانشمند و سیاستمدار افغانستانی از قوم هزاره است. او از سال ۱۳۸۳ تا ۱۳۸۵ به‌عنوان وزیر تحصیلات عالی و از سال ۱۳۷۱ تا ۱۳۷۵ به‌عنوان رئیس دانشگاه کابل افغانستان خدمت کرده‌است.
داکتر سیدامیر شاه حسن یار فرزند غلام حسن در سال ۱۳۲۱ ه‍.ش در ولسوالی پنجاب ولایت بامیان متولد گردید. وی تحصیلات ابتدایی را در پنجاب و تحصیلات متوسطه و لیسه را در لیسه ابن سینای کابل فراگرفت. او از دانشکده زراعت دانشگاه کابل فارغ شده، ماستری خود را در رشته محیط زیست از دانشگاه ایالتی نیویورک و دکترای خود را در رشته زراعت از دانشگاه ایالتی کلرادو به‌دست‌آورد.
داکتر حسن یار عضویت شورای علمی دانشگاه، شورای عالی حراست از نظام اسلامی افغانستان، شورای فرهنگی وزارت اطلاعات و فرهنگ و غیره نهادها را دارا بود.
داکتر سید امیر شاه حسنیار، در سال ۲۰۱۳، در سن ۷۱ سالگی در آمریکا درگذشت. جنازه وی از آمریکا به افغانستان انتقال داده شده طی مراسمی با شرکت رئیس‌جمهور کرزی و دیگر رهبران سیاسی به‌خاک سپرده شد.

## فعالیت‌ها
دانشگاه کابل:
- استاد دانشکده تعلیم و تربیت از ۱۳۴۴ تا ۱۳۵۱
- استاد دانشکده زراعت از ۱۳۵۱ تا ۱۳۷۱؛ دانشگاه
- رئیس دانشگاه کابل از ۱۳۷۱ تا ۱۳۷۵ خورشیدی

سیاسی:
- مسوول مؤسسه آکسفام از ۱۳۷۵ تا ۱۳۸۰؛ هزاره جات
- وزیر تحصیلات عالی از ۱۳۸۳ تا ۱۳۸۵؛ کابینه حامد کرزی

## آثار
هشت جلد کتاب ممد درسی برای محصلان دانشگاه و صدها مقاله تحقیقاتی از جمله آثار علمی وی می‌باشد. مقالات بی‌شمار وی در موارد گوناگون از جمله پژوهش دربارهٔ زندگی و فرهنگ مردم هزاره‌جات، اوضاع سیاسی، فرهنگی و غیره در جراید داخل و خارج کشور به نشر رسیده‌اند.